# Teatro Munganga
Teatro Munganga is een theatergroep en een gelijknamige theater- en concertzaal in Amsterdam. Teatro Munganga is gevestigd aan de Schinkelhavenstraat 27 in Amsterdam. Dit pand is onderdeel van Remise Amstelveenseweg, een voormalige paardentramremise en een rijksmonument.

## Gebouw
De Remise Amstelveenseweg werd ontworpen door architect Abraham Salm als een paardentramremise met stallen in opdracht van de Amsterdamsche Omnibus Maatschappij. Het gebouw werd in 1883-1884 gerealiseerd.

## Theatergroep
Teatro Munganga werd in 1987 opgericht door het uit Brazilië afkomstige echtpaar Carlos Lagoeiro en Cláudia Maoli. Ze besloten zich in Nederland te vestigen na een succesvol optreden in Amsterdam tijdens een Europese tournee. Sindsdien 1987 maken ze theatervoorstellingen voor kinderen, waarmee ze optreden op verschillende locaties binnen en buiten Nederland.
De naam Munganga verwijst naar "communicatie zonder woorden, die plaatsvindt door middel van gebaren, gezichtsuitdrukkingen, grimassen en uitbundige bewegingen".
Terugkerende elementen in het werk van Teatro Munganga zijn Braziliaanse verhalen, poppenspel en muziek. Trouw schreef in 2011 over Teatro Munganga's voorstelling "Orixas": "Het is een explosie van alles waarin deze theatermakers zo goed zijn: kleurrijke beelden, groteske kostuums, maskers en poppen, een fysieke speelstijl en swingende percussiemuziek."
In 1997 verscheen het boek "Teatro Munganga 10 jaar" ter gelegenheid van het tienjarig bestaan van de theatergroep.

### Prijzen en nominaties
- In 1991 kreeg Teatro Munganga de aanmoedingsprijs van het Amsterdams Fonds voor de Kunst in de categorie choreografie, poppenspel en toneel.[7]
- In 1996 werd Teatro Munganga's voorstelling "Corda Bamba" genomineerd voor de Puck Jeugdtheater Publieksprijs.[8]

## Concert- en theaterzaal
In 2012 raakte de theatergroep haar subsidie van het Fonds Podiumkunsten kwijt. Ze bouwden vervolgens de locatie aan de Schinkelhavenstraat om tot een theaterzaal. Ze organiseren er concerten in diverse genres (onder andere Braziliaanse samba, choro en forró, jazz, klassiek en wereldmuziek), theatervoorstellingen voor kinderen, avonden met Braziliaanse dans en capoeira, workshops en cursussen, lezingen, debatten en filmfestivals.